# Biskupice Ołoboczne (gromada)
Biskupice Ołoboczne – dawna gromada, czyli najmniejsza jednostka podziału terytorialnego Polskiej Rzeczypospolitej Ludowej w latach 1954–1972.
Gromady, z gromadzkimi radami narodowymi (GRN) jako organami władzy najniższego stopnia na wsi, funkcjonowały od reformy reorganizującej administrację wiejską przeprowadzonej jesienią 1954 do momentu ich zniesienia z dniem 1 stycznia 1973, tym samym wypierając organizację gminną w latach 1954–1972.
Gromadę Biskupice Ołoboczne z siedzibą GRN w Biskupicach Ołobocznych utworzono – jako jedną z 8759 gromad na obszarze Polski – w powiecie ostrowskim w woj. poznańskim, na mocy uchwały nr 32/54 WRN w Poznaniu z dnia 5 października 1954. W skład jednostki weszły obszary dotychczasowych gromad: Biskupice Ołoboczne ze zniesionej gminy Czekanów i Bilczew ze zniesionej gminy Sieroszewice w tymże powiecie. Dla gromady ustalono 13 członków gromadzkiej rady narodowej.
1 stycznia 1962 z gromady Biskupice Ołoboczne wyłączono miejscowości Bilczew i Kowalew, włączając je do gromady Sieroszewice w tymże powiecie, po czym gromadę Biskupice Ołoboczne zniesiono, a jej (pozostały) obszar włączono do gromady Lewków tamże.